# Click To Pray
Click To Pray es una plataforma católica para rezar a partir de las intenciones mensuales del Papa León XIV e interactuar con otras personas. Cuenta con el apoyo explícito del papa Leon XIV, el impulso de la Red Mundial de Oración del Papa y el Movimiento Eucarístico Juvenil. Se presentó el 4 de marzo de 2016 al Vaticano con una aplicación móvil y una página web.
El marzo de 2018 estaba activa en 210 países con 900 000 usuarios en lenguas portuguesa, española, francesa, inglesa, alemana e italiana.
Esta aplicación es una de las principales manifestaciones del papa Francisco en las redes sociales, junto con la cuenta de Twitter desde el 19 de marzo de 2013, la cuenta de Instagram el 19 de marzo de 2016 y la serie mensual de vídeos denominada El Vídeo del Papa desde enero de 2016.

#### El papa Francisco presenta su perfil en Click To Pray
El día 20 de enero de 2019, durante el rezo dominical del Ángelus en la Plaza de San Pedro, el papa Francisco ha presentado su propio usuario en Click To Pray, la app oficial de la Red Mundial de Oración del Papa, incluye su rama juvenil, el Movimiento Eucarístico Juvenil – MEJ.